# شون أرنولد
شون أرنولد (بالإنجليزية: Sean Arnold)‏ (و. 1941 – م) هو ممثل، وممثل أفلام، من المملكة المتحدة.

## وصلات خارجية
- شون أرنولد على موقع IMDb (الإنجليزية)
- شون أرنولد على موقع ميوزك برينز (الإنجليزية)
- شون أرنولد على موقع قاعدة بيانات الفيلم (الإنجليزية)